# Municipio de Panabá
El municipio de Panabá es uno de los 106 municipios del estado mexicano de Yucatán. Su cabecera municipal es la localidad homónima de Panabá.

## Colindancias
Limita al norte con los municipios de San Felipe - Río Lagartos; al sur con Tizimín - Sucilá y al este con Tizimín y al oeste con Sucilá.

## Toponimia
El nombre deriva del vocablo maya Panab que significa cavado, escarbado y á o há que significa agua, literalmente se traduce como "agua encontrada por excavación".

## Fundación
No se ha podido precisar el tiempo exacto de la fundación del pueblo de Panabá, sin embargo hacia el año 1700 ya se había establecido aquí una Encomienda. Durante todo el período colonial esta población estuvo sujeta a la jurisdicción de Valladolid a través de Tizimín.  A consecuencia de los cambios ocurridos en la península durante el siglo XIX. Panabá queda incluido en el partido de Tizimín hasta el año 1918, que se erige cabecera del municipio del mismo nombre.
El hallazgo de vestigios prehispánicos en el sitio en el que actualmente se encuentra el pueblo de Panabá es la prueba de que este lugar se encontraba poblado durante la época prehispánica por indígenas de la provincia de los Cupules.

## Patrimonio
Arquitectónicos:
Destaca el templo de San Pedro Apóstol ubicado en la cabecera del mismo nombre.

## Grupos étnicos
La población de 5 años y más, hablante de lengua indígena en el municipio asciende a 2,465 personas. Su lengua indígena es el maya.

## Evolución demográfica

Mapa topográfico del municipio.

De acuerdo al XII Censo General de Población y Vivienda 2000 efectuado por el INEGI, la población total del municipio es de 7,802 habitantes, de los cuales 3,984 son hombres y 3,984 son mujeres. La población total del municipio representa el 0.47 por ciento, con relación a la población total del estado.

## Educación, salud y vivienda
El municipio cuenta con 4 niveles educativos, preescolar, primaria, secundaria y bachillerato; hay una biblioteca ubicada en la cabecera.A raíz de las campañas de alfabetización del Instituto Nacional para la Educación de los Adultos (INEA), se ha logrado disminuir la población analfabeta del municipio; en 1980, había 663 analfabetas y en 1986 se registraron 136 casos.
Actualmente se encuentra en el municipio una 1 unidad médica del Instituto Mexicano del Seguro Social (IMSS)y otra de asistencia privada.
La vivienda característica de la región está hecha con bajareques y barro, con techo de huano. No obstante predominan las construidas con bloque, cemento, maderas y láminas.

## Tradiciones y costumbres
Por costumbre las mujeres usan sencillo Huipil, con bordados que resaltan el corte cuadrado del cuello y el borde del vestido; este se coloca sobre el Fustán, que es un medio fondo rizado sujeto a la cintura con pretina de la misma tela; calzan sandalias, y para protegerse del sol se cubren con un rebozo. Los campesinos, sobre todo los ancianos, visten pantalón holgado de manta cruda, camiseta abotonada al frente, mandil de cotí y sombrero de paja.
Para las vaquerías y fiestas principales las mujeres se engalanan con el Terno, confeccionado con finas telas, encajes y bordados hechos generalmente a mano en punto de cruz. Este se complementa con largas cadenas de oro, aretes, rosario de coral o filigrana y rebozo de Santa María.
Los hombres visten pantalón blanco de corte recto, filipina de fina tela (los ricos llevan en esta prenda botonadura de oro), alpargatas y sombreros de jipijapa, sin faltar el tradicional pañuelo rojo llamado popularmente paliacate, indispensable al bailar la jarana.
Para las festividades de todos los Santos y fieles difuntos se acostumbra colocar un altar en el lugar principal de la casa, donde se ofrece a los difuntos la comida que más les gustaba y el tradicional Mucbil pollo, acompañado de atole de maíz nuevo, y chocolate batido con agua. En las fiestas regionales los habitantes bailan las jaranas, haciendo competencias entre los participantes.

## Gastronomía
La comida típica de la región se preparan con masa de maíz, carnes de puerco y pollo y venado, acompañados de salsas picantes a base de chile habanero y max. Algunos son: Frijol con puerco, chaya con huevo, puchero de gallina, queso relleno, salbutes, panuchos, pipián de venado, papadzules, longaniza, cochinita pibil, joroches, mucbi-pollo, pimes y tamales.
En los dulces típicos son yuca con miel, calabaza melada, camote con coco, cocoyol en almíbar, mazapán de pepita de calabaza, melcocha, arepas, ciricote (fruta parecida al tejocote) en almíbar.
Las bebidas características son Xtabentún, balché, bebida de anís, pozole con coco, horchata, atole de maíz nuevo y refrescos de frutas de la región.

## Principales localidades
Cuenta con 135 localidades de las cuales las principales son:
Panabá (cabecera municipal).
Loche.
Cenote Yalsihon Buena Fe.
San Francisco.
San Juan del Río.

## Regionalización política
El municipio pertenece al Primer Distrito Electoral Federal y al Décimo Distrito Electoral Local.